# Сергий (Телих)
Епископ Сергий (эст. Piiskop Sergi, в миру Олег Андреевич Телих; 24 ноября 1966, Донецк, Донецкая область) — архиерей Эстонской православной церкви Московского патриархата, епископ Маардуский, викарий Таллинской епархии.

## Биография
С 1973 по 1983 год обучался в средней школе в городе Макеевке в Донецкой области.
С 1983 по 1988 год обучался в Ленинградском высшем военном инженерно-строительном училище.
С 1988 по 1990 год работал старшим инженером морской инженерной службы в городе Остров Псковской области. В 1990 году был переведён в Эстонию в город Палдиски.
В 1991 году был крещён в Александро-Невском соборе города Таллина.
В 1994 году переехал в Таллин.
В марте 2009 года митрополитом Таллинским и всея Эстонии Корнилием (Якобсом) был рукоположён в сан диакона. В том же году поступил на заочное отделение Московской духовной семинарии.
19 декабря 2010 года им же в Никольской церкви города Таллина рукоположён в сан иерея с оставлением его в клире Никольской церкви.
28 сентября 2011 года указом митрополита Корнилия (Якобса) назначен штатным клириком Таллинского Александро-Невского собора с 1 октября того же года. Занял должность ключаря собора и управляющего канцелярией митрополита Таллинского и всея Эстонии.
5 октября 2011 года в Успенском Псково-Печерском монастыре после вечернего богослужения наместником обители архимандритом Тихоном (Секретарёвым) пострижен в монашество с именем Сергий в честь священномученика Сергия Ракверского.
Осенью 2013 года в Александро-Невском соборе начал свою деятельность отдел социального служения «Покров», который возглавил иеромонах Сергий.
В 2015 году окончил МДА. В 2016 году защитил дипломную работу на кафедре церковной истории МДА.

### Архиерейство
27 декабря 2016 года решением Священного Синода Русской Православной Церкви избран епископом Маардуским, викарием Таллинской епархии.
28 декабря 2016 года в храме Всех святых, в земле Русской просиявших, Патриаршей и Синодальной резиденции в Даниловом монастыре управляющим делами Московской патриархии митрополитом Санкт-Петербургским и Ладожским Варсонофием (Судаковым) возведен в достоинство архимандрита.
30 декабря 2016 года в домовом храме Всех святых в земле Российской просиявших, Патриаршей резиденции в Даниловом монастыре в городе Москве был наречён во епископа.
5 февраля 2017 года в кафедральном соборном Храме Христа Спасителя в Москве хиротонисан во епископа Маардуского. Хиротонию совершили: патриарх Московский и всея Руси Кирилл, митрополит Волоколамский Иларион (Алфеев), митрополит Виленский и Литовский Иннокентий (Васильев), архиепископ Верейский Евгений (Решетников), епископ Даугавпилсский и Резекненский Александр (Матрёнин), епископ Нарвский и Причудский Лазарь (Гуркин), епископ Богородский Антоний (Севрюк), епископ Бронницкий Парамон (Голубка), епископ Сакраментский Ириней (Стинберг).